# David Margolick
David Margolick (geboren am 3. Januar 1952) ist ein amerikanischer Journalist und Sachbuchautor.

## Leben und Werk
Margolick wuchs in der Kleinstadt Putnam, Connecticut, auf, besuchte die renommierte Loomis School in Windsor, Connecticut und studierte anschließend Rechtswissenschaft an der University of Michigan sowie an der Stanford University (J.D. 1977). Nach seiner Promotion entschied er sich für eine Laufbahn als Rechtsjournalist und schrieb zunächst für die Fachzeitschriften The National Law Journal und The American Lawyer. 1981 wechselte er zur New York Times und stieg dort zum Chef-Gerichtsreporter (National Legal Affairs Correspondent) auf; unter anderem berichtete er für die Zeitung von den Prozessen gegen O.J. Simpson, Lorena Bobbitt und William Kennedy Smith. Vier seiner Artikel für die Times wurden für den Pulitzer-Preis nominiert. 1996 wechselte er als Redakteur zur Vanity Fair, der er bis heute verbunden ist, daneben veröffentlicht er aber auch in anderen Magazinen wie The New York Times Book Review, The New York Review of Books, Tablet und Forward und lehrt als Dozent an der Journalistenschule der New York University.
Seine Themen sind breit gefächert, unter anderem berichtete er für Vanity Fair über den Nahostkonflikt und interviewte Benjamin Netanjahu ebenso wie Abd al-Aziz ar-Rantisi. Er ist Autor mehrere Sachbücher, unter anderem eines über die beiden Boxkämpfe zwischen Max Schmeling und Joe Louis (1936/38), eines über Billie Holidays Song Strange Fruit und seine Rezeption, eine Biographie über zwei der Little Rock Nine, eine weitere über den Schriftsteller John Horne Burns.

## Werke
- Undue Influence: The Epic Battle for the Johnson & Johnson Fortune. W. Morrow, New York 1993, ISBN 0688064256.
- At the Bar: The Passions and Peccadillos of American Lawyers. Simon & Schuster, New York 1995, ISBN 0671887874.
- Strange Fruit: Billie Holiday, Café Society, and an Early Cry for Civil Rights. Philadelphia, Running Press 2000, ISBN 0762406771.
- Beyond Glory: Joe Louis vs. Max Schmeling, and a World on the Brink. Alfred A. Knopf, New York 2005, ISBN 0375411925.
  - dt. Max Schmeling und Joe Louis: Kampf der Giganten – Kampf der Systeme. Deutsch von Stefan Knerrich. Blessing, München 2005, ISBN 9783896671691.
- Elizabeth and Hazel: Two Women of Little Rock. Yale University Press, New Haven CN 2011, ISBN 9780300141931.
- A Predator Priest. Kindle Singles, 2011.
- Dreadful: The Short Life and Gay Times of John Horne Burns. Other Press, New York 2013, ISBN 9781590515716.